# Leandro Narloch
Leandro Narloch (Curitiba, 1978) é um jornalista e escritor brasileiro.
Foi repórter da revista Veja e editor das revistas Aventuras na História e Superinteressante, do Grupo Abril. Foi colunista no site da revista Veja (onde manteve coluna intitulada O Caçador de Mitos de dezembro de 2014 a novembro de 2016), no jornal Folha de S.Paulo (dezembro de 2016 a dezembro de 2018) e na revista Crusoé (de 2018 até o presente). Também publicou artigos de opinião do The Wall Street Journal, entre outras publicações. Em 2022, foi agraciado com o Prêmio Liberdade de Imprensa pelo Fórum da Liberdade.
Ganhou notoriedade em 2009 ao publicar o livro Guia Politicamente Incorreto da História do Brasil, abordando imagens criadas em torno de personalidades e eventos marcantes da história do Brasil. O livro foi um best-seller e em 2017 foi levado à televisão pelo History.
O livro foi sucedido em 2011 pelo Guia Politicamente Incorreto da América Latina (em coautoria com Duda Teixeira), no qual Narloch repetiu a abordagem com personagens e passagens da história da América Latina em geral. Em agosto de 2013, lançou o terceiro livro da série, com o título Guia Politicamente Incorreto da História do Mundo, abordando a história universal. Em 2015, a série foi acrescida do Guia Politicamente Incorreto da Economia Brasileira.
Em julho de 2020, Narloch causou controvérsia ao comentar, na CNN Brasil, sobre nova regra que passava a permitir a doação de sangue por homossexuais. Narloch apoiou a mudança, mas, em seu comentário, chamou atenção para a maior prevalência de HIV entre homossexuais masculinos. Após intensa pressão, a CNN decidiu demiti-lo por considerar a fala homofóbica. Após a demissão, Narloch escreveu no Twitter que tem horror à homofobia e reforçou sua concordância com a doação de sangue por homossexuais. Hélio Coutinho Beltrão, colunista da Folha, escreveu uma coluna considerando a demissão como um exemplo da cultura do cancelamento. Após o episódio, o jornalista recebeu o apoio de Jair Bolsonaro.

## Biografia
Nasceu em Curitiba, Paraná, em 1978. Possui ascendência majoritariamente polonesa.

## Repercussão da obra
Os livros de Narloch foram recebidos com elogios e críticas. O filósofo Luiz Felipe Pondé descreveu a primeira obra como "um ótimo livro e fácil de ler. Uma singular heresia perdida em meio ao mar de unanimidades".  O historiador José Murilo de Carvalho, membro da Academia Brasileira de Letras, disse à Folha de S.Paulo que considera o livro um bom trabalho. "Está atualizado. Não é uma brincadeira." O jornalista e escritor Nelson Motta afirmou que o livro "desmoraliza algumas das maiores fraudes e mitos da nossa história oficial" e deveria ser adotado nas escolas brasileiras "para educar os educadores". Em contraste, o jornalista Oscar Pilagallo descreveu o livro como possuindo em alguns momentos paralelismos inapropriados e exageros de frágil argumentação. O pesquisador em arquivologia Renato Venâncio, da UFMG, afirmou que, ao tratar dos indígenas, "Narloch desinforma e se revela eurocêntrico".
O Guia Politicamente Incorreto da América Latina rendeu uma controvérsia sobre a tese que Salvador Allende escreveu quando era estudante de medicina. O historiador Leandro Karnal afirmou que Narloch, ao abordar o passado do presidente Salvador Allende, o fez de maneira desonesta intelectualmente. Karnal argumentou que Allende, na década de 30, quando era médico, defendeu tese pioneira contra o racismo, na qual, por meio da dialética, contrapõe seu argumento às ideias de escritores racistas da Europa. Segundo Karnal, Narloch utiliza citações do gênero, contrárias à ideia central de Allende, como argumento para caracterizá-lo como racista. Também foi imputado a Narloch ter citado erroneamente uma consideração feita por Cesare Lombroso como sendo a do ex-presidente chileno. Em sua coluna no site da Veja, Narloch se defendeu destas críticas citando trechos em que Allende considerava a homossexualidade uma doença e via origens hereditárias na criminalidade. Também esclareceu que teve uma conversa com Leandro Karnal sobre o assunto e os dois entraram em comum acordo.
Sobre o Guia Politicamente Incorreto da História do Mundo, o cientista político João Pereira Coutinho disse que "o texto de Narloch não é apenas divertido; é uma defesa vigorosa desse monstro que, na falta de melhor expressão, podemos designar simplesmente por civilização ocidental". Já Idelber Avelar, professor de literatura da Universidade de Tulane (EUA), em texto redigido para o jornal Folha de S.Paulo, considerou que o livro, apesar de escrito por um "prosador hábil", é "tão ideológico quanto a ideologia que quer combater".
Narloch recebeu críticas de historiadores conhecidos, como Maria Lígia Prado, da USP. Em entrevista à Folha de S.Paulo, a historiadora afirmou que Narloch e Teixeira pinçam no Guia Politicamente Incorreto da América Latina "frases a esmo, retirando-as do contexto histórico, atribuindo-lhes valores positivos ou negativos sem as devidas explicações, o que restringe sua compreensão".. Em matéria do site Uol Entretenimento, o professor Flávio de Aguiar critica a maneira como Narloch vê os conflitos mundiais. Influenciado pela tese do jornalista norte-americano Thomas Friedman, Narloch afirma em seu livro que, "se vivemos em um mundo com menos guerras e conflitos, devemos isso à rede de fast food McDonald's". Aguiar afirma que Narloch mostra pouco conhecimento sobre a natureza das guerras atuais e o critica por ignorar beligerâncias não declaradas, como a existente entre a Índia e o Paquistão. Em artigo publicado no jornal Sul21, o historiador Erik Silva afirma que, "em termos gerais, os livros e artigos de Narloch obedecem um esquema básico que invariavelmente se repetem: descontextualiza-se um determinado fato ou personagem histórico que possuam algum apelo junto a setores populares ou cuja memória histórica seja reivindicada pela esquerda e se busca apontar (de forma anacrônica) situações que seriam incoerentes aos olhares contemporâneos". Segundo o crítico, "os pontos de pauta de Narloch em sua Historia Incorreta são todos importados de “libertarianos” como Stephan Molyneaux ou de ultraconservadores como Pat Buchanan".

## Colunas
No dia 29 de setembro de 2021, publicou coluna na Folha de S.Paulo chamada Luxo e riqueza das 'sinhás pretas' precisam inspirar o movimento negro, onde defende que o movimento negro deveria se inspirar nos negros que ascenderam socialmente durante a escravidão. Entre as afirmações da coluna, está a de que “Negras prósperas no ápice da escravidão são pedra no sapato de quem diz que o capitalismo é essencialmente racista e machista”. O jornalista João Filho acusou a coluna de relativizar e romantizar a escravidão, e de propagar o darwinismo social. Já o sociólogo Demétrio Magnoli aprovou o artigo, considerando-o "uma boa resenha do livro 'As Sinhás Pretas da Bahia', do antropólogo Antonio Risério, que investiga a ascensão social de mulheres escravizadas entre os séculos 17 e 19".

## Livros
- Guia Politicamente Incorreto da História do Brasil (2009)[7][8][9]
- Guia Politicamente Incorreto da América Latina (2011) (em co-autoria com Duda Teixeira)[40]
- Guia Politicamente Incorreto da História do Mundo (2013)
- Guia Politicamente Incorreto da Economia Brasileira (2015)
- Politicamente Incorreto: o Guia dos Guias (2015)
- Achados & Perdidos da História: Escravos (2017)